# Луиджи Брикети-Робеки
Луиджи Брикети-Робеки (на италиански: Luigi Bricchetti-Robecchi) е италиански географ, натуралист, изследовател на Африка. Той е първият европеец прекосяващ Сомалийския полуостров.

## Ранни години (1855 – 1885)
Роден е на 21 май 1855 година в Павия, област Ломбардия, Италия, незаконен син на благородника Еркол Робеки и шивачката Тереза Брикети. След завършване на гимназия записва строително инженерство в Университета в Павия, но продължава обучението си в Цюрих и завършва Университета в Карлсруе, Германия. Научните му интереси включват етно-антропология, география, геология, зоология и др. Робеки владее няколко езика, включително арабски, който говори свободно.

## Пътешествия в Африка (1885 – 1903)
През 1885 заминава за Египет и с малък керван през 1886 достига оазиса Сива в Либийската пустиня. Там открива огромен некропол, от който събира черепи за европейските музеи.
През 1888 тръгва от Сомалия, прекосява пустинята Данакил и пристига в Хара, Етиопия, където остава няколко месеца.
През 1890 заминава отново за Сомалия, с цел търсене на нови търговски пътища. Изследва крайбрежието на Сомалия от Обия (5°21′ с. ш. 48°31′ и. д. / 5.35° с. ш. 48.516667° и. д.) на юг до Алула (11°58′ с. ш. 50°45′ и. д. / 11.966667° с. ш. 50.75° и. д.) на север и долното течение на река Ногал (на 7º 58` с.ш.). Изминава повече от 2000 км.
През 1891 предприема нова експедиция в района. Тръгва от Могадишу на север и стига до Обия, като оттам продължава запад и югозапад през областта Мудуг и достига до река Уаби Шебели при Белет-Вен (4°44′ с. ш. 45°12′ и. д. / 4.733333° с. ш. 45.2° и. д.). Изкачва се по реката до Келафо в Източна Етиопия. По река Фафан (ляв приток на Уаби Шебели) се изкачва до горното ѝ течение (7º 40` с.ш., река Джерер – ляв приток) и оттам се добира до Бербера в Северна Сомалия. Това първо пресичане на Африканския рог от Индийския океан до Аденския залив Брикети-Робеки описва в издадената от него в Милано през 1899 книга: „Somalia e Benadir“.
Последното му пътуване до Африка е през 1903 г.
Умира на 31 май 1926 година в Павия.